# Manifesto dei Novantatré
Il Manifesto dei Novantatré (Aufruf an die Kulturwelt, ovvero «Appello al mondo colto») fu sottoscritto in data 3 ottobre 1914 da novantatré fra i più noti rappresentanti della cultura e della scienza tedesche.

## Storia
Fu diffuso nei paesi neutrali e distribuito alla stampa tedesca, per smentire le responsabilità della Germania nella prima guerra mondiale e nel cosiddetto stupro del Belgio. L'appello, ogni paragrafo del quale iniziava con le parole Es ist nicht wahr («Non è vero»), risultò essere una negazione esagerata, anche di fatti ormai già ammessi dal governo tedesco, e quindi non giovò all’immagine della Germania e dei firmatari.
I firmatari protestavano contro «le bugie e le calunnie con cui i nostri nemici cercano di infangare la pura causa della Germania nella dura lotta per la vita e la morte che le viene imposta». Si aggiungeva inoltre che la Germania era una nazione colta, erede di Goethe, Beethoven e Kant. Successivamente Planck si rammaricò di averlo firmato.

## Firmatari
1. Adolf von Baeyer
2. Peter Behrens
3. Emil Adolf von Behring
4. Wilhelm von Bode
5. Aloïs Brandl
6. Lujo Brentano
7. Justus Brinkmann
8. Johannes Conrad
9. Franz von Defregger
10. Richard Dehmel
11. Adolf Deissmann
12. Wilhelm Dörpfeld
13. Friedrich von Duhn
14. Paul Ehrlich
15. Albert Ehrard
16. Karl Engler
17. Gerhart Esser
18. Rudolf Christoph Eucken
19. Herbert Eulenberg
20. Henrich Finke
21. Hermann Emil Fischer
22. Wilhelm Julius Foerster
23. Ludwig Fulda
24. Eduard Gebhardt
25. Jan Jakob Maria de Groot
26. Fritz Haber
27. Ernst Haeckel
28. Max Halbe
29. Adolf von Harnack
30. Gerhart Hauptmann
31. Karl Hauptmann
32. Gustav Hellmann
33. Wilhelm Herrmann
34. Andreas Heusler
35. Adolf von Hildebrand
36. Ludwig Hoffmann
37. Engelbert Humperdinck
38. Leopold Graf von Kalckreuth
39. Arthur Kampf
40. Fritz-August von Kaulbach
41. Theodor Kipp
42. Felix Klein
43. Max Klinger
44. Aloïs Knoepfler
45. Anton Koch
46. Paul Laband
47. Karl Lamprecht
48. Philipp von Lenard
49. Maximilien Lenz
50. Max Liebermann
51. Franz von Liszt
52. Karl Ludwig Manzel
53. Joseph Mausbach
54. Georg von Mayr
55. Sebastian Merkle
56. Eduard Meyer
57. Heinrich Morf
58. Friedrich Naumann
59. Albert Neisser
60. Walther Hermann Nernst
61. Wilhelm Ostwald
62. Bruno Paul
63. Max Planck
64. Albert Plehn
65. Georg Reicke
66. Max Reinhardt
67. Alois Riehl
68. Karl Robert
69. Wilhelm Roentgen
70. Max Rubner
71. Fritz Schaper
72. Adolf von Schlatter
73. August Shmidlin
74. Gustav von Schmoller
75. Reinhold Seeberg
76. Martin Spahn
77. Franz von Stuck
78. Hermann Sudermann
79. Hans Thoma
80. Wilhelm Trübner
81. Karl Vollmöller
82. Richard Voss
83. Karl Vossler
84. Siegfried Wagner
85. Wilhelm Waldeyer
86. August von Wassermann
87. Felix Weingartner
88. Theodor Wiegand
89. Wilhelm Wien
90. Ulrich von Wilamowitz-Moellendorff
91. Richard Willstätter
92. Wilhelm Windelband
93. Wilhelm Wundt